# Henri Cuvelier
Pour les articles homonymes, voir Cuvelier.
Henri Cuvelier, né le 1er juin 1908 à Tourcoing (Nord) et mort le 25 janvier 1937 à Roubaix (Nord), est un joueur de water-polo français.

## Biographie
Henri Cuvelier est licencié aux Enfants de Neptune de Tourcoing.
Il fait partie de l'équipe de France de water-polo masculin médaillée d'argent aux Championnats d'Europe 1927 à Bologne et médaillée de bronze olympique aux Jeux olympiques d'été de 1928 se tenant à Amsterdam. Il marque deux buts dans ce tournoi, l'un en demi-finale contre la Hongrie et l'autre dans la poule pour la troisième place contre les États-Unis.